# Shahrestān di Borujen
Lo shahrestān di Borujen (farsi شهرستان بروجن) è uno dei 7 shahrestān della provincia di Chahar Mahal e Bakhtiari, in Iran. Il capoluogo è Borujen. Lo shahrestān è suddiviso in 3 circoscrizioni (bakhsh):
- Centrale (بخش مرکزی)
- Boldaji (بخش بلداجی), capoluogo Boldaji.
- Gandoman (بخش گندمان), capoluogo Gandoman.